# Pronotalia carlinarum
Pronotalia carlinarum är en stekelart som först beskrevs av Szelényi och Erdös 1951.  Pronotalia carlinarum ingår i släktet Pronotalia, och familjen finglanssteklar. Arten är reproducerande i Sverige.